# Peukalojärvi
Peukalojärvi är en sjö i Finland. Den ligger i kommunen Puumala i landskapet Södra Savolax, i den sydöstra delen av landet, 250 km nordost om huvudstaden Helsingfors. Peukalojärvi ligger 104,6 meter över havet. Arean är 1,03 kvadratkilometer och strandlinjen är 14,04 kilometer lång. Sjön  ingår i Vuoksens huvudavrinningsområde.   I omgivningarna runt Peukalojärvi växer i huvudsak blandskog.
I övrigt finns följande i Peukalojärvi:
- Verkkosaari (en ö)